# Wujaszek Krüger
Wujaszek Krüger (niem. Ohm Krüger) – niemiecki film propagandowy z 1941 r. opowiadający o życiu Paula Krügera podczas wojny burskiej.

## Opis fabuły
Film rozpoczyna się w chwili, gdy umierający Paul Krüger, opowiada o swoim życiu pielęgniarce w hotelu Geneva. Reszta filmu przedstawiona jest w postaci retrospekcji.
Cecil Rhodes ma zamiar, nabyć ziemię należącą do Burów, na której znajdują się pokłady złota. Na miejsce wysyła dr Jamesona, by sprowokował zajścia na granicy i zdobył poparcie Josepha Chamberlaina. Kiedy Chamberlain szuka pomocy u królowej Wiktorii, ta początkowo odmawia, ale zmienia zdanie, kiedy dowiaduje się o złocie. Zaprasza więc do Londynu Paula Krügera z nadzieją, że zdoła nakłonić go do zawarcia umowy.
Krüger jednak nie ufa Brytyjczykom i opracowuje własny plan. Podpisuje umowę, która daje im dostęp do złota, jednakże sam narzuca wysokie podatki i ustanawia monopol na sprzedaż trotylu, a to zmusza Anglików do kupowania materiałów wybuchowych po wysokich cenach. Dzięki tej umowie może ich bezkarnie oszukiwać. Przebiegłość Krügera robi na Anglikach wrażenie, którzy wcześniej go nie doceniali. Oszukany Rhodes postanawia kupić lojalność Krügera, ale kiedy to nie skutkuje pokazuje mu długą listę członków burskiej rady, którzy pracują dla Brytyjczyków. Wtedy ten uzmysławia sobie, że konflikt jest nieunikniony, jeżeli Burowie chcą zatrzymać swoją ziemię, więc wypowiada Anglikom wojnę. 
Po początkowych sukcesach Burów, Anglicy wyznaczają Lorda Kitchenera na najwyższego dowódcę sił zbrojnych. Kitchener przypuszcza atak na ludność cywilną, niszczy ich domy, używa jako żywych tarcz, a kobiety i dzieci umieszcza w obozach koncentracyjnych, by w ten sposób obniżyć morale burskiej armii.
Syn Krügera Jan, który ma probrytyjskie sentymenty z powodu nauki w Oksfordzie, udaje się do obozu, żeby odnaleźć żonę. Zostaje jednak schwytany i powieszony na jej oczach. Kiedy kobieta reaguje gniewem, żołnierze otwierają ogień i masakrują cywilów.
Po zakończonych retrospekcjach umierający Krüger prorokuje zniszczenie Anglii przez główne światowe mocarstwa, które uczynią ze świata lepsze miejsce do życia.

## Obsada
- Emil Jannings – Paul Krüger
- Ferdinand Marian – Cecil Rhodes
- Lucie Höflich – Anna Krüger
- Werner Hinz – Jan Krüger
- Ernst Schröder – Adrian Krüger
- Gustaf Gründgens – Joseph Chamberlain
- Elisabeth Flickenschildt – Frau Kock
- Franz Schafheitlin – Lord Kitchener

## Propagandowe przesłanie
Wujaszek Krüger był jednym z kilku anty-brytyjskich filmów propagandowych nakręconych przez nazistów podczas wojny. Większości z nich skupiała się na temacie kolonializmu, gdyż poprzez historię Wielkiej Brytanii chciano pokazać rzekomo prawdziwą naturę Brytyjczyków. Niektóre z tych produkcji, jak np. Der Fuchs von Glenarvon (1940), czy Mein Leben für Irland (1941), przedstawiały brytyjskie relacje z Irlandią. Inne obrazy, takie jak Wujaszek Krüger, krytykowały imperializm w odniesieniu do Burów. Akcję filmu osadzono w czasie wojny burskiej, by pokazać Anglików jako agresywnych wyzyskiwaczy i wrogów cywilizacji. Stanowił też uzupełnienie antyimperialistycznych poglądów prasy, oraz zaspokajał zainteresowanie niemieckiego społeczeństwa kolonialnymi zagadnieniami. Przy okazji budował nienawiść do Brytyjczyków, którą powodowały bombardowania RAF-u. Był to jeden z wielu filmów, który miał przygotować Niemcy do planowanej inwazji na Wielką Brytanię.

## Produkcja
Pierwszy zarys fabuły Steinhoff Hans i Bratt Harald zaczęli tworzyć we wrześniu 1940 r. na podstawie powieści Mann ohne Volk, Arnolda Kriegera. Ponieważ film miał bardzo wysokie koszty produkcji sięgające 5,5 miliona Reichmarek, Joseph Goebbels zachęcał filmowców, by zmniejszyli jego koszty. Zmienił jednak zdanie, gdy zadeklarowano, że będzie on ważnym dla państwa z uwagi na swoje propagandowe i artystyczne wartości.

## Przyjęcie filmu

### Sprawozdania prasowe
Ministerstwo propagandy Rzeszy wydało dla prasy specjalne dyrektywy, które podpowiadały jak pisać artykuły na temat filmu. Poinstruowano w nich także, na co należy zwrócić szczególną uwagę. Jednak nacisk kładziono raczej na jego wartości estetyczne niż polityczny kontekst.

### Reakcja widowni
4 kwietnia 1941 r. (dwa dni po przejściu przez cenzurę) odbyła się premiera filmu. W ciągu pierwszych czterech dni obejrzało go ćwierć miliona ludzi, co było bardzo dobrym wynikiem. Duża liczba widzów spowodowana była też wysokimi oczekiwaniami podsycanymi przez propagandową kampanię prasową.
Sicherheitsdienst (służba bezpieczeństwa) donosiła, że film przerósł oczekiwania, a widownia szczególnie chwaliła go za jedność przekonań politycznych, artystyczne wyrażenia i grę aktorską. Doceniano również fakt, że taki film mógł powstać w okresie wojny. Sam obraz był szczególnie popularny wśród młodej widowni.
Na świecie film oficjalnie pojawił się tylko w ośmiu niepodległych państwach (razem z Włochami), z których wszystkie były blisko związane z nazistowskimi Niemcami i Francją.

### Nagrody i wyróżnienia
Film zdobył nagrodę Mussolini Cup dla najlepszego zagranicznego filmu na Festiwalu Filmowym w Wenecji w 1941 r. Włoski minister kultury Alessandro Pavolini, chwalił go szczególnie za propagandową wartość i rolę Emila Janningsa.
W Niemczech był to pierwszy obraz, któremu zostało nadane wyróżnienie „Film narodu” (Film der Nation) przyznawane przez biuro cenzury ministerstwa propagandy Rzeszy. Oprócz niego tylko trzy inne filmy otrzymały to wyróżnienie: Heimkehr (1941), The Great King (1942) i Die Entlassung (1942). 

### Ponowne wydanie
Sukces filmu sprawił, że w październiku 1944 r. Goebbels postanowił ponownie go wyświetlać jako inspirację dla Volkssturmu. Jednak 31 stycznia 1945 r. obraz został zakazany z obawy, że ucierpi na tym morale niemieckiej widowni, gdyż w filmie pojawiają się sceny burskich uchodźców, których domy zostały zniszczone. A takie obrazy były szorstką codziennością w ówczesnych Niemczech.